# Akvarij Piran
Akvarij Piran (it. Acquario di Pirano) je javni morski akvarij v Piranu, ki deluje od leta 1964. Stoji nasproti Pomorskega muzeja, neposredno ob notranjem mandraču piranskega pristanišča. Je del Centra znanosti Univerze na Primorskem. Od leta 2016 ga vodi veterinarka Manja Rogelja.
Usmerjen je v prikazovanje biotske raznovrstnosti slovenskega morja. Ima 26 bazenov, njihov skupni volumen pa je desetkrat večji od tistega pred obnovo. Največji, 11-000 litrski in od zgoraj odprti bazen, je vzidan v tla in predstavlja dom za največje ribe. Po prostornini mu sledi 6.500-litrski bazen, ki prikazuje skalni greben, največ bazenov pa je 250-litrskih.Na ogled je 140 različnih vrst morskih organizmov. Najštevilčnejša je skupina rib, ki je sestavljena iz 60 različnih vrst.
Pred letom 1991 je akvarij obiskalo do 60.000 obiskovalcev na leto, med njimi veliko hrvaških šolarjev, nato se je obisk prepolovil. Večino obiskovalcev predstavljajo družine, otroci in mladina. Poleg Nemcev in Madžarov je največ Slovencev, italijanski obiskovalci so redki. Januarja vsako leto je akvarij zaprt zaradi vzdrževalnih del.
V zadnjih letih so se poleg piranskega s finančnimi težavami soočili tudi ostali slovenski akvariji. V ljubljanski Šiški, v Alešovčevi ulici, je po smrti Antona Marjana Kresala prenehal delovati njegov več kot 60 let star akvarij, katerega zapuščino so svojci predali mariborskemu akvariju in terariju. Idrijski Akvarij M Valterja Majnika, ki se je za prodajo odločil zaradi visoke izgube, se je tudi za idrijsko občino po nekaj letih izkazal za vrečo brez dna, zato ga je za 8000 evrov prodala ljubljanski družbi iz kroga podjetnika Sergeja Racmana, ki pa rib ni prevzela, zato so jih vzeli akvaristi iz puljske Verudele.

## Zgodovina in upravljanje

### Začetek in zaposleni
Ustanovljen je bil leta 1964, ko je Društvo akvaristov slovenske obale dobilo gradbeno dovoljenje za prenovo prostorov v pritličju stare zgradbe Pomorske in ribiške šole (nekdanje carinarnice). Popolnoma je zaživel leta 1968, ko se je ponovno odprl po dveh letih in prešel pod upravo Srednje pomorske šole Portorož, ki ga je dobila od piranske občine. Od takrat je bil v njem edini zaposleni Zvonimir Kralj, akvarist in potapljač, ki je skrbel za delovanje celotnega akvarijskega sistema. Kralj je sam skrbel za obnavljanje in širjenje akvarija, prehrano živali in ostalo. Tam je delal do leta 1998. Kasneje je tam delal Valter Žiža. Ustanova ni prejemala podpore. Živali se ni kupovalo. Ribiči so prinašali zanimive primerke.

### 90-ta
Leta 1996 so prenovili pročelje in dobili novo plovilo. Takrat je bil akvarijski sistem sestavljen iz črpališča sveže morske vode, cevnega razvoda s črpalkami, višinskega rezervoarja in petindvajsetih različnih akvarijskih bazenov. Dve izmenično delujoči električni črpalki sta potiskali svežo morsko vodo iz morja po ceveh v 4000-litrski rezervoar na podstrešju. Akvarij ni imel posebnih filtrov za morsko vodo in pozimi ni bil v celoti ogrevan, zato je bil odvisen od razmer v vodah Piranskega zaliva. V prvem nizu 300-litrskih stenskih akvarijev so bile na ogled življenjske združbe skalnih plitvin in združbe organizmov peščenega dna. V osrednjem, največjem, 2000-litrskem stenskem bazenu so prevladovali ugorji (gruji), brancini, ciplji glavači (skočci) in v Sloveniji zelo redka velika kirnja. V naslednjem nizu 100-litrskih stenskih akvarijev so bile prikazane značilne združbe morskega detritnega dna in muljastnega ali blatnega dna. V drugem razstavnem prostoru so bile v velikem ovalnem talnem bazenu na ogled npr. želve karete, morski psi trneži in navadni morski psi - mustelusi. V preostalih šestih 300-litrskih stenskih bazenih so bile orade, ovčice, riboni, volčiči in zlatorepke - zlati ciplji.

### Po letu 2000
Leta 2001 je imel akvarij milijonsko izgubo. Pred obnovo je stavba, v kateri je bila poleg akvarija uprava družbe Hoteli Piran, razpadala. Streha in bazeni so puščali. Januarja 2007 so domačini zbrali podpise proti selitvi na drugo lokacijo.
20. marca 2007 so minister za šolstvo in šport Milan Zver, piranski župan Tomaž Gantar in direktorica Hotelov Piran Ana Žerjal podpisali pismo o nameri za prenovo. Ministrstvo je financiralo prenovo notranjosti akvarija. Stavbo so porušili in na novo zgradili.
Med letoma 2007 in 2009 je bil akvarij zaradi obnove zaprt. Javni del je pridobil dodatni prostor, zračnost, nove sanitarije in osvetlitev, prilagodili so ga gibalno oviranim osebam. Na novo so zasnovali sistem oskrbe z morsko vodo, tako da akvarij ni več neposredno povezan z morjem, kar je prej predstavljalo težave glede temperature in čistoče vode, zaradi česar je bil akvarij odprt samo poleti. Danes deluje kot zaprt sistem s čistilnim filtrom in penilnikom, ki vodi dodaja dodaten kisik. Ima sistem za hlajenje in segrevanje vode, ki omogoča odprtost čez vse leto.
Konec leta 2014 je akvarij prevzel svoj novi, 8,60 m dolgi in 3,1 m široki delovni čoln Šibenik 800 z oznako PI - 46 in napisom GEPŠ Piran Akvarij, ki ga je na podlagi razpisa za 12.000 evrov kupil v šibeniški ladjedelnici Dukič. 85 odstotkov zneska je prispeval ribiški sklad EU, ostalo pa Gimnazija, elektro in pomorska šola Piran. Pred tem so do leta 2008 uporabljali lesen 6-metrski čoln, ki je postal neprimeren za uporabo, kasneje pa so si pomagali s sposojanjem plovila od piranskih gasilcev ali pa od piranskega ribiča in njihovega sodelavca Gorazda Lazarja.

### Predaja akvarija Univerzi na Primorskem
Leta 2022 je akvarij Ministrstvo za izobraževanje, znanost in šport v imenu Vlade Republike Slovenije brezplačno predalo v upravljanje Univerzi na Primorskem (UP). To ga je rešilo pred zaprtjem, saj Gimnazija, elektro in pomorska šola Piran (GEPŠ), pravna naslednica Srednje pomorske šole Portorož, ni imela več sredstev zanj in ni mogla zaprositi zanje, saj že desetletja ni več izvajala izobraževalnega programa ribištva in se je upravljanje akvarija štelo za tržno dejavnost. Poleg vstopnin je denar prišel še od prijav na projekte. Akvarij tudi ni prejel finančne pomoči v okviru protikoronskih ukrepov. Takrat so bili tam trije zaposleni, ki so predstavljali 60 odstotkov 9000 evrov mesečnih stroškov, ki niso vključevali večjih popravil in investicij. Zadnjih sedem let je večina denarja pišla iz evropskih projektov in evropskega sklada za pomorstvo in ribištvo. Ti projekti so poleg ribiškega čolna financirali nov bazen, izdajo knjige, postavitev interaktivnih zaslonov ter delavnice po vrtcih in šolah. Piranska občina se je težav zavedala in opozorila, da je lastnik akvarija ministrstvo za šolstvo. 
V rednem zimskem zaprtju 2022 so obnovili predvsem del za obiskovalce, trgovinico s spominki in začeli z izdelavo interaktivnega otroškega kotička. Prostore so pobarvali v morske odtenke. Maja 2023 je UP objavila razpis za oddajo prodajnega mesta v stavbi akvarija. Poudarek je bil na zmanjševanju obremenitve okolja s plastičnimi odpadki in spodbujanju prodaje lokalnih in okolju prijaznih izdelkov iz naravnih materialov. Prednost so imeli ponudniki s čim večjim deležem trajnostnih in eko izdelkov ter prodajnimi artikli, povezanimi z morsko tematiko in dejavnostjo akvarija.

## Poštne znamke
Pošta Slovenije je leta 2013 v sodelovanju z akvarijem izdala serijo štirih slanih znamk oblikovalca Matjaža Učakarja, ki predstavljajo črnika, zlatega ciplja, sipo in glavato kareto. Oktobra 2022 je izdala znamko z motivom morske cvetače, aprila 2023 pa z motivom morskega konjička.

## Kontroverzitete
Novinarka RTV Slovenija Eugenija Carl je leta 2016 trdila, da je v morju pred hotelom Piran našla slabotno želvo ter da se je Manja Rogelja na klic nekaj minut pred 23. uro v nedeljo neprimerno odzvala. Rogeljeva je odgovorila, da jo je klic prebudil ter da je zaposleni iz akvarija 10 minut po klicu ugotovil, da je žival mrtva. Šlo je za kareto, ki je imela pet velikih in globokih ureznin, možno posledico stika s propelerjem večje tovorne ali potniške ladje.
Neuradne informacije so bile drugačne in sicer naj bi se želva nahajala v morju pred izhodom na teraso hotela. Hotelski uslužbenci naj bi bili tam še najmanj eno uro in jo obsvetljevali z lučko in skupaj z receptorjem naj ne bi videli nikogar, ki bi se ukvarjal z živaljo. V hotelu Piran dogodka do razjasnitve vseh okoliščin dogodka niso želeli komentirati.
Rogeljeva je še pojasnila, da bi v primeru, da bi bila želva še živa, poklicali veterinarja Zlatka Goloba iz Mute, ki ima edini državno koncesijo za delo z zaščitenimi prostoživečimi vrstami živali, in ki se po sklenjeni pogodbi z akvarijem v Piran sam pripelje, zaradi česar akvariju ni treba več voziti svojih živali na Koroško.
Tilen Genov, predsednik društva za raziskovanje in varstvo delfinov v slovenskem morju Morigenos, je dejal, da so v piranskem akvariju rehabilitirali veliko želv in da niso neskrbni.

## Galerija
- Vhod v piranski akvarij.
- Ostanki nemškega protiletalskega topa kalibra 20 mm (tipa Flakvierling 38) pred piranskim akvarijem.
- Pogled na piranski akvarij z druge strani mandrača
- Pogled na piranski akvarij